# Pterygioteuthis giardi
Pterygioteuthis giardi é uma espécie de molusco pertencente à família Pyroteuthidae.
A autoridade científica da espécie é P. Fischer, tendo sido descrita no ano de 1896.
Trata-se de uma espécie presente no território português, incluindo a zona económica exclusiva.